# Bank Identifier Code
Bank Identifier Code (BIC) é uma norma que tem por finalidade permitir a identificação de instituições bancárias através de um conjunto de números. Segue a norma ISO 9362.
Esta norma define a estrutura e os componentes universais de identificação dos bancos (BIC) de maneira a ser utilizado nos tratamentos automáticos na banca e na finança.
A Society for Worldwide Interbank Financial Telecommunication (SWIFT) gere esse códigos, por isso, muitas vezes o BIC é qualificado de código SWIFT.
O BIC permite efectuar transferências transfronteiriças para as quais o encargo para o titular da conta não ultrapassa o custo duma transferência na rede nacional do banco.

## Especificação
O código BIC é constituído por 8 ou 11 caracteres:
- Código do banco : 4 caracteres definem o banco de maneira única
- Código do país : 2 caracteres constituem o código ISO do país (ISO 3166)
- Código da localização : 2 caracteres de localização (alfabético ou numérico) de maneira a distinguir os bancos dum mesmo país (localidade, distrito)
- Código do ramo : 3 caracteres opcionais definem o balcão do como sendo um ramo do banco ('XXX' para a sede, por exemplo)

Quando o código contém apenas 8 caracteres, isto indica que é relativo a sede.

## Exemplos
| BIC (ISO 9362) | Nome da entidade financeira | Localidade | Código do país (ISO 3166-1 alpha-2) | Nome do país |
| -------------- | --------------------------- | ---------- | ----------------------------------- | ------------ |
| BBPIPTPL       | Banco BPI                   | Lisboa     | PT                                  | Portugal     |
| BDIGPTPL       | BIG                         | Lisboa     | PT                                  | Portugal     |
| CGDIPTPL       | CGD                         | Lisboa     | PT                                  | Portugal     |